# Lequeu
Lequeu  (grec antic: Λέχαιον Lékhaion) és un dels ports més antics de l'antiga Grècia, situat al Golf de Corint del Peloponès. Depenia de l'antiga ciutat de Corint.

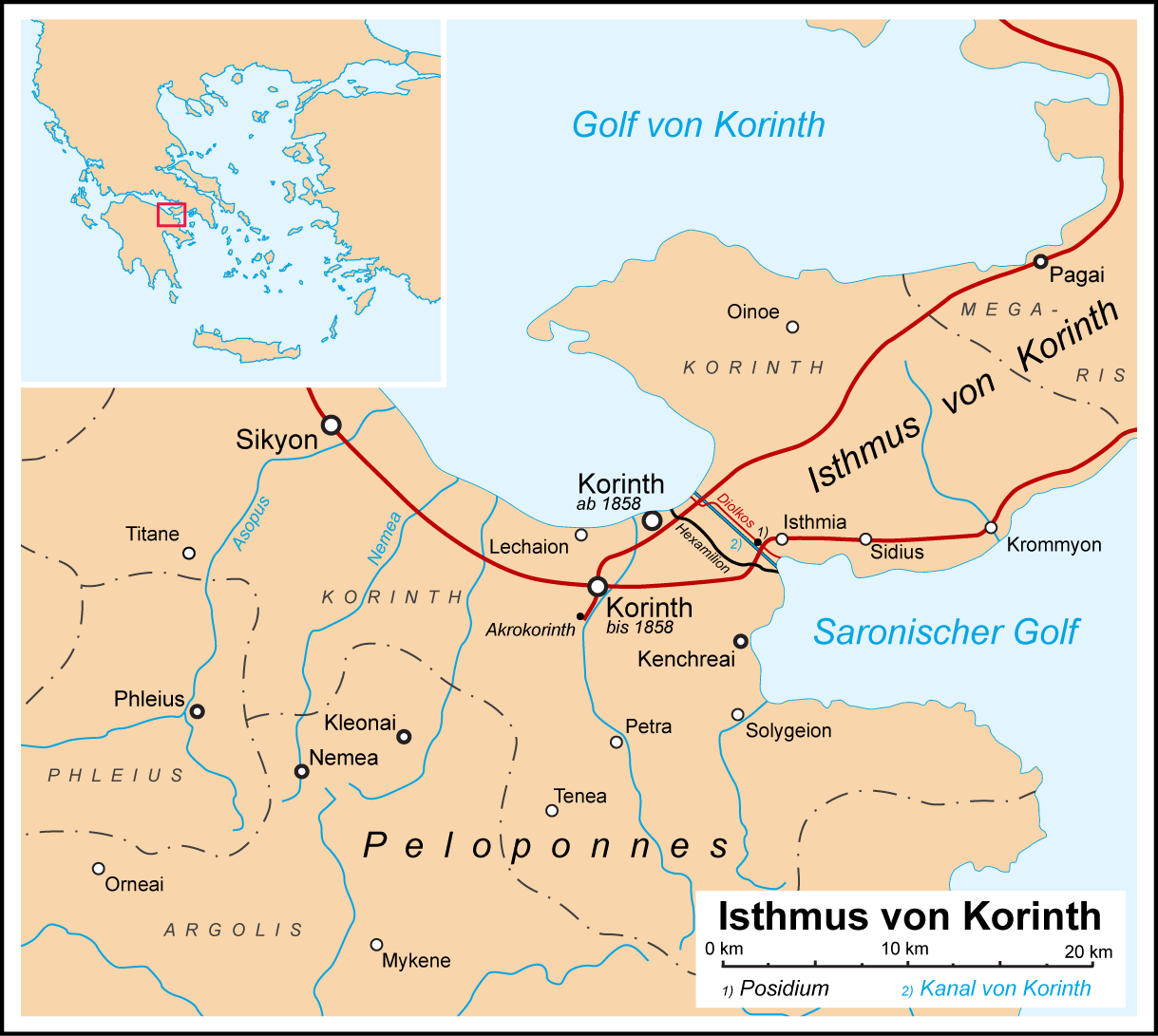
Ubicació

El port és utilitzat des del segle vii aC i es connecta amb Corint per una ruta revelada per l'arqueologia i protegida per llargs murs. Estava connectat pel Diolkos que permetia als vaixells d'anar a l'altre port de Corint, Cèncrees, al Golf Sarònic. El 390 aC, una mora espartana fou delmada per l'atenès Ifícrates a la batalla de Lequeu. El 355 aC es van dur a terme treballs per engrandir el port.
Queden restes de la basílica més gran de Grècia (224 m de llarg), que va ser construïda l'any 450 dC sota el regnat de l'emperador Marcià i destruïda el 551 per un terratrèmol.